# Майкс (Техас)
Майкс (англ. Mikes) — переписна місцевість (CDP) в США, в окрузі Старр штату Техас. Населення — 942 особи (2020).

## Географія
Майкс розташований за координатами 26°18′53″ пн. ш. 98°38′1″ зх. д. / 26.31472° пн. ш. 98.63361° зх. д. (26.314660, -98.633612).  За даними Бюро перепису населення США в 2010 році переписна місцевість мала площу 0,34 км², уся площа — суходіл.

## Демографія
Згідно з переписом 2010 року, у переписній місцевості мешкало 910 осіб у 217 домогосподарствах у складі 205 родин. Густота населення становила 2683 особи/км².  Було 236 помешкань (696/км²).
Расовий склад населення:
| - 98,8 % — білих - 0,2 % — корінних американців |

До двох чи більше рас належало 0,1 %. Частка іспаномовних становила 100,0 % від усіх жителів.
За віковим діапазоном населення розподілялося таким чином: 42,9 % — особи молодші 18 років, 53,5 % — особи у віці 18—64 років, 3,6 % — особи у віці 65 років та старші. Медіана віку мешканця становила 21,4 року. На 100 осіб жіночої статі у переписній місцевості припадало 103,1 чоловіків;  на 100 жінок у віці від 18 років та старших — 93,3 чоловіків також старших 18 років.
Середній дохід на одне домашнє господарство  становив 42 368 доларів США (медіана — 34 479), а середній дохід на одну сім'ю — 35 823 долари (медіана — 16 510). 
Цивільне працевлаштоване населення становило 220 осіб. Основні галузі зайнятості: будівництво — 34,5 %, освіта, охорона здоров'я та соціальна допомога — 15,9 %, роздрібна торгівля — 15,5 %.